# Zale phaeocapna
Zale phaeocapna là một loài bướm đêm trong họ Erebidae.